# 信义街道
信义街道是中华人民共和国陕西省渭南市临渭区下辖的一个街道办事处。

## 行政区划
信义街道下辖以下村级行政区划单位：
紫兰村、陈滩村、信义村、陈南村、任李村、苍渡村、南焦村、新庄村、郝家村、安刘村和刘宋村。